# Дрогобич
Дрогобич (укр. Дрогобич) град је Украјини. Налази се на југу Лавовске области. Град је административни центар Дрогобичког рејона. У периоду између 1939. и 1941. као и између 1944. и 1959. град је био административни центар Дрогобичке области. Према процени из 2012. у граду је живело 77.142 становника.

## Становништво
Према процени из 2012. године у граду је живело 77.142 становника.
| 1979.  | 1989.  | 2001.  | 2012.  |
| ------ | ------ | ------ | ------ |
| 65.998 | 77.571 | 79.119 | 77.142 |

## Партнерски градови
- Битом
- Дембица
- Легница
- Олецко
- Маскатин (Ајова)
- Буфало
- Смилтене

## Историја
Постоји легенда по којој је Дрогобич вероватно постојао за време Кијевске Русије. Према легенди, постојало је насеље трговаца сољу, звано Бич. Када је Бич уништен у куманском нападу, преживели становници су обновили насеље на оближњој локацији под његовим садашњим именом, што значи Други Бич. У време Кијевске Русије, тврђава Тустан је изграђена у близини Дрогобича. Међутим, научници ову легенду доживљавају са извесном дозом скептицизма, истичући да је Дрогобич пољски изговор Дорогобужа, уобичајеног источнословенског топонима који се примењује на чак три различита града.
Град се први пут помиње 1387. године у општинским записима Лавова, у вези са човеком по имену Мартин (или Марцин) из Дрогобича. Штавише, исти летопишчев Списак свих русинских градова, даљих и ближих у Воскресенској хроници (датираној 1377–1382) помиње Другабец (Друхабец) међу другим градовима у Волинији који су постојали у исто време, као што су Хелм и Велики Лавов.
Године 1392. пољски краљ Владислав II Јагело је наредио изградњи прве римокатоличке општинске парохијске цркве, користећи темеље старијих русинских грађевина. У Пољско-литванској заједници, град је био центар великог сеоског староства (округа у оквиру Русинског војводства).
Дрогобич је стекао магдебуршко право негде у 15. веку (извори се разликују у погледу тачне године, помињу се 1422. или 1460., па чак и 1496., али је 1506. године право потврдио краљ Александар Јагелон). Индустрија соли била је значајна у раздобљу од четрнаестог до шеснаестог века.
Од почетка седамнаестог века у граду је постојало украјинско католичко братство. Када се 1648. године догодио устанак Богдана Хмељницког, Козаци су јуришали на град и његову катедралу. Већина локалних Пољака, као и гркокатолика и Јевреја, убијена је тада, док су неки успели да преживе у звонику и нису били заробљени током пљачке. Поделом Пољске 1772. године град је припао Хабзбуршкој монархији. У 19. веку, у том подручју су откривени значајни ресурси нафте, што је град учинило важним регионалним центром нафтне и гасне индустрије.
Након Првог светског рата, подручје је постало део краткотрајне независне Западноукрајинске Народне Републике (ЗУНР). ЗУНР је преузета од стране Друге Пољска Републике након окончања Пољско-украјинског рата, а Дрогобич је постао део Лавовског војводства 1919. године. Године 1928. у центру града отворена је и данас постојећа украјинска приватна гимназија (академски оријентисана средња школа). Број становника је достигао око 40.000 крајем 1920-их, а рафинерија нафте у Полмину постала је једна од највећих у Европи, запошљавајући 800 људи. Бројни посетиоци су долазили тамо да виде дрвене гркокатоличке цркве, међу њима и цркву Светог Јура, која је сматрана најлепшом таквом грађевином у Другој пољској републици, са фрескама које датирају из 1691. године. Град је такође постао велики спортски центар.
У септембру 1939. године, након немачке и совјетске инвазије на Пољску и према споразуму Рибентроп-Молотов, град је припојен Совјетској Украјини. Након инвазије, нацистичка Немачка је желела да укључи град у своје Генерално губернаторство због његових нафтних поља, али је предлог одбијен од стране СССР-а који га је анектирао. У Совјетској Украјини, Дрогобич је постао центар Дрогобичке области. Његови локални пољски извиђачи основали су организацију Бели курири, која је крајем 1939. и почетком 1940. године прокријумчарила на стотине људи из Совјетског Савеза у Мађарску преко совјетско-мађарске границе у Карпатима . Почетком јула 1941. године, током првих недеља нацистичке инвазије на СССР, град је окупирала нацистичка Немачка .
Пре рата, Дрогобич је имао значајну заједницу Јевреја од око 15.000 људи, што је чинило 40% укупног становништва. Одмах након што су Немци ушли у град, украјински националисти су започели погром који је трајао три дана, уз подршку Вермахта. Током 1942. године било је неколико селекција, депортација и убистава на улицама, поново предвођених немачким трупама и украјинском помоћном полицијом. У октобру 1942. године, основан је гето у Дрогобичу са приближно 10.000 затвореника, укључујући Јевреје доведене из околних места. У јуну 1943. године, немачка администрација и трупе су ликвидирале гето. Само 800 Јевреја из Дрогобича је преживело. Немачка окупација је окончана 6. августа 1944. године и Црвена армија је ушла у град. Упркос великој јеврејској популацији пре рата, један садашњи становник је изјавио да је био један од само два Јевреја који су се вратили у једно село да живе после 1945. године. После рата, град је остао обласни центар све док Дрогобичка област није интегрисана у Лавовску област 1959. године. У совјетско доба, Дрогобич је постао важан индустријски центар западне Украјине, са високо развијеном рафинеријом нафте, машиноградњом, прерадом дрвета, прехрамбеном и лаком индустријом.
До 18. јула 2020. године, Дрогобич је имао статус града обласног значаја и припадао је општини Дрогобич, али не и Дрогобичком реону, иако је био центар реона. Као део административне реформе Украјине којом је број реона Лавовске области смањен на седам, општина Дрогобич је спојена са Дрогобичким реоном.

## Списак референци
1. 1 2 3 4  „UKRAINE: Major Cities”. City Population. Приступљено 10. 11. 2012.
2. ↑  „Архивирана копија”. web.archive.org. Архивирано из оригинала 16. 01. 2006. г. Приступљено 2025-05-02.
3. 1 2  Історія Дрогобича [History of Drohobych] (на језику: украјински). drohobych.net. Архивирано из оригинала 16. 1. 2006. г.
4. ↑  „Архивирана копија”. web.archive.org. Архивирано из оригинала 16. 01. 2006. г. Приступљено 2025-05-02.
5. ↑  Kubijovyč, Volodymyr (2016). „Drohobych”. Online Encyclopedia of Ukraine. Приступљено 19. 12. 2016.
6. ↑  Weinberg, Gerhard L. (2005-03-28). A World at Arms: A Global History of World War II (на језику: енглески) (2 изд.). Cambridge: Cambridge University Press. стр. 60—61. ISBN 978-0-521-61826-7.
7. ↑  Israel Gutman u. a. (Hrsg.): Enzyklopädie des Holocaust. München und Zürich 1995,  3-492-22700-7, vol. 1, p. 371.
8. ↑  Преступления нацистов на территории СССР [Nazis crimes in the territory of the USSR] (на језику: руски). holocaust.ioso.ru. Архивирано из оригинала 2. 9. 2006. г.
9. ↑  „Execution Sites of Jewish Victims Investigated by Yahad-In Unum: Execution of Jews in Drogobych”. yahadmap.org. 2005. Приступљено 19. 12. 2016.
10. ↑  „Про утворення та ліквідацію районів. Постанова Верховної Ради України № 807-ІХ.”. Голос України (на језику: украјински). 2020-07-18. Приступљено 2020-10-03.
11. ↑  „Нові райони: карти + склад” (на језику: украјински). Міністерство розвитку громад та територій України.